# Jean-Hubert Debrousse
Jean-Hubert Debrousse (ur. 26 lipca 1844 w La Teste-de-Buch, zm. 4 listopada 1899 w La Chapelle-Rablais) – francuski przedsiębiorca, polityk, kolekcjoner i filantrop.

## Życiorys
Jean Debrousse (nazywany Hubertem przez członków rodziny) był synem Marie-Félicie Dessans (1826–1913) i François-Huberta Débrousse’a (1817–1878). Jego ojciec, były kamieniarz, który został inżynierem budownictwa, dorobił się fortuny w czasie II Cesarstwa Francuskiego jako wykonawca robót publicznych. 13 lipca 1872 ojciec Debrousse’a kupił posiadłość Château des Moyeux. Rodzina Debrousse pozostawiła w spadku ogromny majątek, który umożliwił w szczególności utworzenie hospicjum Debrousse i fundacji Debrousse, która częściowo sfinansowała pracę Pierre’a Curie i Marii Skłodowskiej-Curie.
Debrousse był miłośnikiem sztuki, kolekcjonował obrazy takich malarzy jak Ferdinand Roybet, Eugène Boudin, Paul Trouillebert i Euphémie Muraton, a w szczególności Augustin Théodule Ribot. Posiadał ponad czterdzieści obrazów i akwareli tego artysty, którego był mecenasem.